# Saky

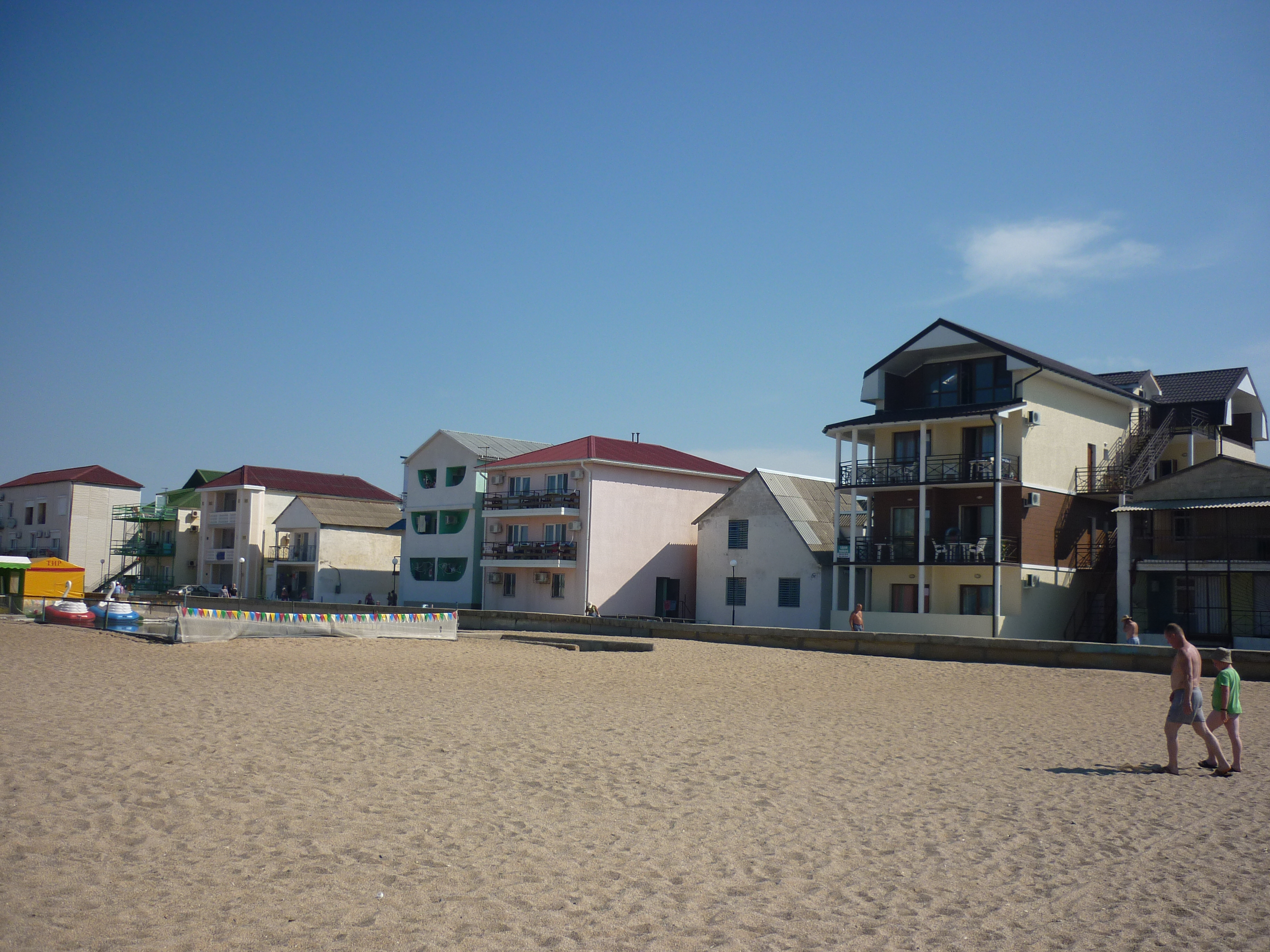
Hus längs stranden i Saky.

Saky (ukrainska: Саки uttal (fil); ryska: Саки, Saki; krimtatariska: Saq) är en stad på Krimhalvöns västkust. Folkmängden uppgick till 24 038 invånare i början av 2012, på en yta av 29 km². Ungefär två tredjedelar var då etniska ryssar. Staden har även en stor ukrainsk befolkning, och andra betydande minoriteter är krimtatarer och vitryssar.